# Балакиревский переулок
Бала́киревский переу́лок (до 1939 года — Рыкуно́в переу́лок) — улица в центре Москвы в Басманном районе между Новой Переведеновской и Бакунинской улицами.

## Происхождение названия
Назван 23 мая 1939 года по фабрике им. Балакирева на соседней Бакунинской улице. Своё название фабрика получила в память о Н. Д. Балакиреве (1875—1920) — рабочем этой фабрики (когда она принадлежала ещё акционерному обществу «Ронталлер и Ко»), участнике революции 1905 года. Первоначально был известен как Рыкунов переулок — по фамилии домовладельца полковника Рыкунова (конец XVIII века).

## Описание
Балакиревский переулок начинается от Новой Переведеновской улицы, проходит на юго-восток, пересекает Центросоюзный, Переведеновский переулок и выходит на Бакунинскую улицу напротив 1-го Ирининского переулка.

## Здания и сооружения
По нечётной стороне:

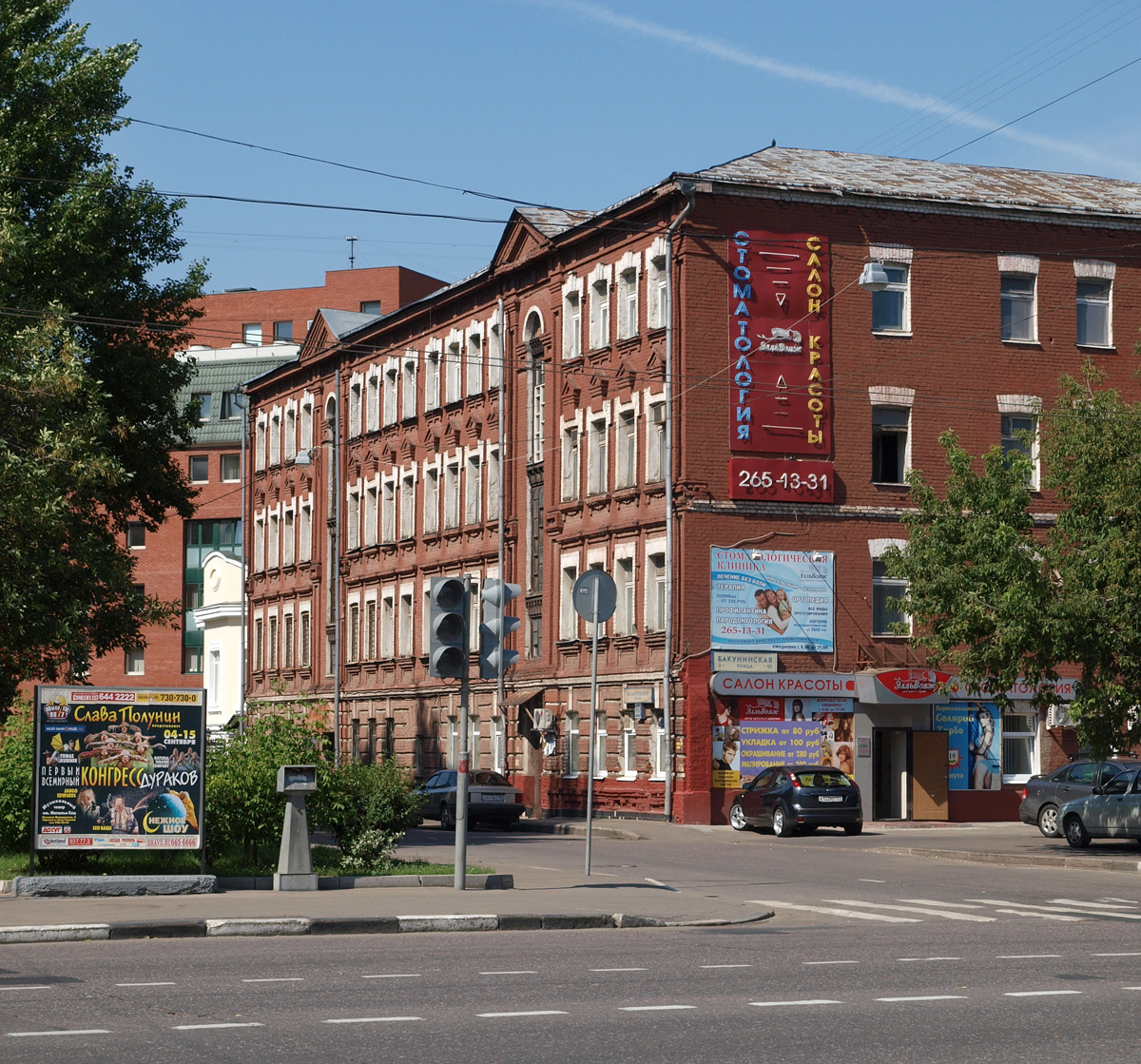
Дом 23 на углу с Бакунинской улицей.

- № 1 — Доходный дом (1878, архитектор Ф. А. Зигерберг), с 1930 года — Московский маргариновый завод;
- № 21 — Особняк С. Е. Забродина (1915, архитектор А. А. Иванов-Терентьев)
- № 23, строение 1 — Центр социального развития и самопомощи «Перспектива»;